# Bambi II
Bambi II (titulada: Bambi 2: El príncipe del bosque en España y Bambi 2: El gran príncipe del bosque en Hispanoamérica) es una película animada de 2006, continuación del éxito de los estudios Disney Bambi (1942). La película se basa en la historia de la película de 1942, con ideas del texto original de Felix Salten (Bambi, una vida en el bosque). Fue distribuida como una «secuela Disney» con un lanzamiento directamente para vídeo, pero en Europa se exhibió en salas de cine.
El título original de la película, como puede verse en los tráileres oficiales, iba a ser Bambi II: El gran príncipe del bosque (del inglés original Bambi and the Great Prince of the Forest), pero con el tiempo fue reducido, primero a Bambi II, y finalmente a Bambi 2. Este último fue el título retenido para la distribución en Norteamérica. Sin embargo, en España y en Hispanoamérica se distribuyó bajo el título original (Bambi y el príncipe del bosque).
A diferencia de otras «secuelas Disney», Bambi II no es una secuela en términos narrativos, sino que funciona más bien como un interludio o una intercuela cuya historia transcurre dentro del lapso de tiempo narrado por la película original de 1942.

## Argumento
"Bambi II - El Gran Príncipe del Bosque" narra al espectador la historia de Bambi, el cervatillo protagonista de la primera película, después de que su madre fuese cazada, su padre  el "Gran Príncipe del Bosque", tiene que hacerse cargo de él. El Gran Príncipe sólo espera que Bambi se comporte con dignidad y se entrene para convertirse en un futuro Rey del Bosque, sin darse cuenta de que el joven ciervo aún sufre por la pérdida de su madre y que necesita de su amor. mientras tanto Bambi va poco a poco conociendo a su padre y desea fervientemente ser como él, pero se siente frustrado y abandonado al no poder seguir sus pasos, enfrenta repetidas veces las amenazas del bosque, la más peligrosa la presencia del Hombre. Así, mientras el padre le enseña al hijo el camino para convertirse en un adulto: el valor, el hijo le enseña al padre el camino para convertirse, justamente, en un padre: el amor.
Bambi se reúne con sus viejos amigos, también con Feline el interés amoroso de Bambi, queriendo todos ver a la marmota pero se topan con Rono, que es presumido cayendoles mal a todos, a la vez teniendo pelea con Bambi pero es impedido por su madre, luego Faline se ofrece en acompañarlo a su casa pero él espera a su padre, horas después Bambi se queda dormido soñando con su madre hasta despertar siendo noche escuchando la voz similar de su madre, este decide perseguir llegando fuera del prado, para su sorpresa era una trampa ve a hombres con sus perros, los cuervos avisando, el gran príncipe va tras Bambi. 
De camino a la guarida de Mena, Ronno aparece para burlarse de nuevo de Bambi. Ambos se enzarzan en otra pelea que activa una de las trampas de Man, alertándolo. Bambi salva a Mena alejando a los perros de Man, y llega el Gran Príncipe. Los perros persiguen a Bambi, y sus amigos lo ayudan a defenderse. Bambi evade a todos los perros menos a uno. Bambi patea al otro perro por un precipicio, pero también cae. Todos lo lloran hasta que Bambi revela que sigue vivo, él y el Gran Príncipe se reconcilian.
Tiempo después, Tambor comparte su versión de la persecución con el resto de sus amigos, y Bambi, cuyas astas acaban de crecer, disfruta del cuento con Faline. Ronno aparece y jura vengarse de Bambi antes de ser mordido en la nariz por una tortuga y escapar, luego puercoespín le da un pinchazo a Bambi acercándose a Faline dándole un beso de amor, luego Bambi se despide de sus amigos para reecontrarse con el Gran Príncipe su padre, quien le muestra el campo donde él y su madre se conocieron cuando fueron pequeños cervatillos y se enamoraron.

## Reparto
| Personaje                | Actor original Estados Unidos               | Actor de doblaje España                                    | Actor de doblaje México                                   |
| ------------------------ | ------------------------------------------- | ---------------------------------------------------------- | --------------------------------------------------------- |
| Gran Príncipe del Bosque | Patrick Stewart                             | José Antonio Ceinos                                        | Mario Arvizu                                              |
| Bambi                    | Alexander Gould                             | Miguel Rius                                                | Manuel Díaz                                               |
| Ronno                    | Anthony Ghannam                             | Carlos Bautista                                            | Abraham Vega                                              |
| Búho                     | Keith Ferguson                              | Javier Franquelo                                           | Humberto Vélez                                            |
| Tambor                   | Brendon Baerg                               | Iván Sánchez                                               | Memo Aponte Jr.                                           |
| Flor                     | Nicky Jones                                 | Auri Cruz                                                  | Paolo Filio                                               |
| Faline                   | Andrea Bowen                                | Claudia Caneda                                             | Samantha Domínguez                                        |
| Hermanitas de Tambor     | Makenna Cowgill Emma Rose Lima Ariel Winter | Adrián Álvarez Gabriel Sánchez Olivia Caneda Patricia Rada | Valentina Lechuga Alicia Vélez Verania Ortiz Sarah Milani |
| Marmota Puercoespín      | Brian Pimental                              | Fernando Cabrera David García Vázquez                      | Carlos Cobos Héctor Ortega                                |
| Madre de Bambi           | Carolyn Hennessey                           | María Antonia Rodríguez                                    | Cony Madera                                               |
| Mena                     | Cree Summer                                 | Gemma Martín                                               | Marcela Páez                                              |

## Banda sonora
La música de Bambi II - El Gran Príncipe del Bosque fue compuesta por Bruce Broughton.. 
Cuenta con tres temas originales vocales, y tres remixes de la película original de Bambi, incluyendo el clásico "Love is a Song". Además cuenta con un tema vocal "Sing the Day" que no fue incluido en la película sino que fue reemplazado por las piezas instrumentales llamadas "Being Brave". La pieza instrumental central de la película, "Bambi and the Great Prince", aunque se presenta en varias ocasiones en la película con diferentes tonos e instrumentaciones, aparece en la banda sonora solo en una versión reducida. De la misma manera, varias piezas instrumentales de la película están ausentes de la banda sonora, como por ejemplo la persecución de los perros y el primer enfrentamiento con Ronno.
El doblaje de los temas vocales al español corrió a cargo de la voz de Romina Marroquín (Encantada), pero solo dos de los temas fueron doblados: "There is Life" y "Sign of Spring", esta última interpretada por Susana Ruiz.

## Otros detalles

### Detalles fácticos y diferencias con la primera película
- En la primera película, Tambor el Conejo tenía cinco hermanas; en esta película, solamente tiene cuatro. Esto puede estar inspirado en el libro original, donde el personaje de la Liebre (en quien está basado Tambor) pierde una parte de su familia.
- Ronno, el cervatillo buscapleitos que acompaña a Faline, es de hecho el ciervo al que Bambi enfrenta por el afecto de Faline en la primera película, y al igual que en esta película, era un amigo y conocido de Bambi en la historia que narra el libro. Sin embargo su edad fue alterada, ya que mientras que en la película se ve que Ronno es apenas más maduro que Bambi (recientemente le han salido los cuernos), en el libro es probablemente un año o dos mayor.
- Los personajes de "La Marmota" y "El Puercoespín" fueron creados específicamente para esta película. Ambos fueron, de hecho, interpretados por el director, Brian Pimental.
- El enfrentamiento final de Bambi contra unos perros, es una clara reminiscencia de la escena en que Faline huye de los perros y es rescatada por Bambi en la primera película.
- En al menos dos ocasiones el Amigo Búho se refiere a elementos de la primera película:
  - la primera ocasión es durante la visita a la Marmota, cuando al ver que las aves empiezan a celebrar la anunciada llegada de la Primavera con el "Canto de la Primavera" (de la película original), el Búho se exaspera y responde: "Oh, no, esa canción...".
  - la segunda oportunidad es cuando por accidente Bambi besa a Faline y el Búho los declara "traslocados", en referencia al "padecimiento del amor" que sufren las criaturas del bosque durante la primavera, y que une precisamente a Bambi y Faline en la primera película.
- La voz de Patrick Stewart fue escogida, según Pimental, para darle al Gran Príncipe del Bosque la altivez, carisma y propiedad que marcaron la voz original del Príncipe del Bosque en la primera película, con la voz en ese entonces de Fred Shields y que de hecho no fue acreditada.
- Flor la mofeta tiene una voz y un carácter más afeminados; al contrario que en la primera película, por lo que muchas personas creyeron que Flor realmente era chica.